# Le duc d'Albe
Le duc d'Albe o Il duca d'Alba è un'opera lirica in tre atti composta da Gaetano Donizetti nel 1839 su libretto in francese di Eugène Scribe e Charles Duveyrier. L'opera, lasciata incompleta da Donizetti, venne completata dal suo ex allievo Matteo Salvi e venne rappresentata per la prima volta al Teatro Apollo di Roma il 22 marzo 1882, più di trent'anni dopo la morte di Donizetti.

## Storia della composizione

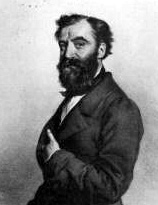
Matteo Salvi (1816–1887)

L'opera era stata commissionata a Donizetti dalla Académie Royale de Musique di Parigi nel 1839 ed il compositore vi lavorò per la maggior parte dell'anno. Abbandonò poi il progetto quando aveva completato soltanto i primi due atti, avendo solo abbozzato melodie e linee del basso per il terzo e quarto atto. L'opera rimase incompiuta fino alla morte del compositore nel 1848. Nel 1855, il libretto di Scribe e Duveyrier venne utilizzato per I vespri siciliani di Verdi, cambiando l'occupazione spagnola delle Fiandre del 1573 con l'occupazione francese della Sicilia del 1282.
Nel 1881 Matteo Salvi, un ex allievo di Donizetti, completò l'opera utilizzando le annotazioni lasciate da Donizetti, con la collaborazione di Amilcare Ponchielli, Antonio Bazzini e Cesare Dominiceti. Angelo Zanardini tradusse il libretto di Scribe dall'originale in lingua francese, così come il nome dei due amanti, Henri e Hélène, che in quell'epoca erano già stati utilizzati ne I vespri siciliani, cambiandoli in Marcello e Amelia. Quando Donizetti abbandonò l'opera, riutilizzò la famosa aria del tenore, Ange si pur (Spirto gentil nella versione italiana) per la sua opera del 1840, La favorita. Per la prima, Salvi compose un'aria sostitutiva, Angelo casto e bel. Aggiunse anche i recitativi e inglobò il terzo e quarto atto in un unico atto finale.
La prima venne data nel 1882 come Il duca d'Alba (titolo usato in tutte le repliche seguenti) con Leone Giraldoni nel ruolo del protagonista, Abigaille Bruschi Chiatti in quello di Amelia di Egmont, e Julián Gayarre come Marcello.

## Storia dell'esecuzione
L'opera è stata raramente eseguita dopo il 1882. Tuttavia, vi è stato un grande revival nel 1959 al Festival dei Due Mondi di Spoleto, quando il direttore Thomas Schippers, rielaborato il lavoro, eliminando la maggior parte delle aggiunte di Salvi e ricostruì il finale secondo le note di Donizetti. Schippers ripristinò anche la romanza Spirto gentil. La produzione di Spoleto ebbe la regia di Luchino Visconti che utilizzò le scenografie restaurate della prima del 1882. Schippers rappresentò poi la prima negli Stati Uniti, lo stesso anno, sotto l'egida dell'American Opera Society all'Academy of Music di Filadelfia il 15 ottobre 1959. La versione di Schippers con la regia di Visconti venne ripresa nel 1992 dallo Spoleto Festival al Teatro Nuovo di Spoleto con la direzione del M° Alberto Maria Giuri.

## Personaggi e interpreti
| Ruolo                                                                 | Voce     | Compagnia di canto della prima, 22 marzo 1882 (Direttore: Marino Mancinelli) |
| --------------------------------------------------------------------- | -------- | ---------------------------------------------------------------------------- |
| Il duca d'Alba, governatore delle Fiandre per re Filippo II di Spagna | baritono | Leone Giraldoni                                                              |
| Amelia di Egmont                                                      | soprano  | Abigaille Bruschi-Chiatti                                                    |
| Marcello di Bruges, patriota fiammingo e amante di Amelia             | tenore   | Julian Gayarre                                                               |
| Sandoval, capitano delle truppe spagnole                              | baritono | Hjalmar Frey                                                                 |
| Carlo, ufficiale spagnolo                                             | tenore   | Giovanni Paroli                                                              |
| Daniele Brauer, patriota fiammingo                                    | baritono | Alessandro Silvestri                                                         |
| Il taverniere,                                                        | basso    | Romeo Sartori                                                                |

## Trama
Luogo: Bruxelles e Anversa
Epoca: 1573

### Atto I
Il duca d'Alba è stato inviato nelle Fiandre per sopprimere la ribellione contro il dominio spagnolo. Poco primi l'inizio dell'azione, Egmont padre di Amelia, un eroe fiammingo, viene condannato a morte dal duca e Amelia decide di vendicarlo uccidendo il duca. Il duca scopre che Marcello, amante di Amelia e suo figlio da tempo scomparso è il capo dei ribelli. Il duca lo fa arrestare quando egli si rifiuta di unirsi all'esercito spagnolo.

### Atto II
Quando Marcello viene liberato dalla prigione, fa appello al duca di risparmiare i suoi compagni e Amelia, i quali sono stati arrestati nella taverna di Daniele Bauer. Il Duca rivela a Marcello che lui è suo padre. In cambio della libertà dei suoi amici, Marcello si inginocchia davanti al duca e lo riconosce come suo padre.

### Atto III
Marcello confessa ad Amelia di essere il figlio del duca ed ella gli chiede di uccidere il padre come prova del suo amore per lei. Combattuto tra il padre e la donna che ama, Marcello esita. Più tardi al porto di Anversa, Amelia, travestita da uomo, affronta la questione direttamente e tenta di accoltellare il duca. Marcello si getta fra lei ed il duca, per proteggerlo, e viene  involontariamente ucciso da Amelia.

## Registrazioni
| Anno | Cast (Il duca d'Alba, Marcello di Bruges, Amelia di Egmont) | Direttore, Teatro e Orchestra | Etichetta                                                        |
| ---- | ----------------------------------------------------------- | --- | ---------------------------------------------------------------- |
| 1951 | Giangiacomo Guelfi, Amedeo Berdini, Caterina Mancini        | Fernando Previtali Orchestra sinfonica della RAI di Roma                                                                                     | Audio CD: Bongiovanni Historical Opera Collection Cat: HOC015-16 |
| 1959 | Louis Quilico, Renato Cioni, Ivana Tosini                   | Thomas Schippers Trieste Philharmonic Orchestra e coro del Teatro Lirico Giuseppe Verdi                                                      | Audio CD: Opera D'Oro Cat: OPD1178                               |
| 1982 | Matteo Manuguerra, Dalmacio González, Marina Krilovici      | Eve Queler Opera Orchestra of New York e Schola Cantorum of New York (Registrazione di un concerto alla Carnegie Hall, New York, 28 ottobre) | Audio CD: Omega Opera Archive Cat: 2574                          |
| 2007 | Franck Ferrari, Arturo Chacon-Cruz, Inva Mula               | Enrique Mazzola, Orchestra National de Montpellier Languedoc-Roussillon e Latvian Radio Chorus (Registrazione di un concerto)                | Audio CD: Accord Cat: 4800845                                    |